# Agustín González González
Agustín González González (Cabezas Altas, 20 de agosto de 1944) es un político español que ocupó la presidencia de la Diputación Provincial de Ávila entre 2004 y 2015.

## Biografía
Agustín González González nació el 20 de agosto de 1944 en Cabezas Altas, una localidad que forma parte del municipio de Navatejares. Se incorporó a Alianza Popular en 1983.
En 1991 fue elegido alcalde de El Barco de Ávila, y en 2004 asumió la presidencia de la Diputación Provincial de Ávila, sucediendo a Sebastián González Vázquez.
González también desempeñó otros cargos importantes, como presidente de la Caja de Ávila, presidente de la Federación Regional de Cajas de Ahorro, presidente de la Institución Gran Duque de Alba, y consejero del Banco Financiero y de Ahorro, matriz de Bankia.

## Controversias
En 2012, González fue imputado en el Caso Bankia, un proceso judicial que investigaba irregularidades financieras relacionadas con la salida a bolsa de la entidad y otras prácticas cuestionables.
En abril de 2015, González anunció que no se presentaría a la reelección como presidente de la Diputación Provincial de Ávila tras las elecciones municipales de mayo, siendo sucedido en el cargo por Jesús Manuel Sánchez Cabrera.

## Aportes culturales
Durante su mandato, González promovió el proyecto cultural de las excavaciones de la Villa romana de El Vergel en San Pedro del Arroyo, impulsando la investigación arqueológica y la preservación del patrimonio en la región.